# Silazna aorta
Silazna aorta dio je aorte od luka aorte (četvrtog prsnog kralješka) pa do mjesta gdje se aorta dijeli na lijevu i desnu zajedničku bočnu arteriju.
Ovaj dio aorte dijeli se na dva dijela: prsna aorta i trbušna aorta. Dio iznad ošita je prsna (torakalna), a ispod je trbušna (abdominalna) aorta.